# Skogsbussen (utställning)
Skogsbussen var en vandringsutställning som producerades av den statliga myndigheten Riksutställningar i samarbete med ABF Värmland och kulturarbetsgruppen Blandskog. Utställningen ville skildra hur en del av Sverige – med Värmland som exempel – långsamt förvandlades till glesbygd mot invånarnas vilja. Ett 15-tal orter besöktes under september och oktober 1978.

## Bakgrund
Skogsbussen var ett uttryck för Riksutställningars uppsökande verksamhet – med syftet att utforska former för att stödja aktiviteter som ville delta i och påverka ett samhälle under förvandling. Det kunde handla om samarbete med studiecirklar, aktionsgrupper eller andra former av sammanslutningar och verksamheter. Den uppsökande verksamheten skulle bistå med resurser för att hjälpa människor att själva uttrycka sig genom utställningsmediet.

### Omvandlingens årtionde
Sverige var delvis ett annat land i slutet på 1970-talet än föregående årtionde. Industrin drabbades hårt av nedläggningar inom olika branscher, bland annat tekoindustrin, vilket medförde ökad arbetslöshet. Lokala företag köptes upp av koncerner och besluten flyttades längre från de anställda. Protestklimatet från 1960-talets Vietnamkrigsera fortsatte in på 1970-talet och intresset för samhällsfrågor var – för att generalisera – i allmänhet högt. Det ledde bland annat till en ”studiecirkelsvåg” i slutet på decenniet på temat ”gräv där du står”, vilket anspelar på Sven Lindqvists bok Gräv där du står från 1978. Inspirerade gjorde också boken Stiga vi mot ljuset, av Gunnar Sillén, året innan.
Bland annat ökade känslan för hembygden och folklig kultur och historia under 1970-talet. Intresset för folkmusik fick ett kraftigt uppsving och känslan för miljön var stark. Redan i början av decenniet hade Riksutställningar samarbetat med olika studieförbund för att skildra hembygdsrörelsen och dess förhållande till en tid i förändring.

### ABF och Bengt Berg
ABF, Arbetarnas bildningsförbund, var ett av de studieförbund som fick ett uppsving i slutet av 1970-talet genom ”grävrörelsen”. ABF deltog i arbetet med Skogsbussen genom sin Värmlandsavdelning, tillsammans med kulturarbetsgruppen Blandskog.

Projektet startade när Riksutställningars Margareta Ekarv tog kontakt med poeten och Blandskogsföreträdaren Bengt Berg, bosatt i Fensbol i Torsby kommun. Enligt Utställningsboken. Exempel på förnyelse av ett medium var drivkraften till kontakten Margareta Ekarvs intresse för ”den hembygdsförankrade verksamhet som en grupp författare, dramapedagoger och bildkonstnärer envist höll i gång i Värmland” – i kombination med hennes yrkesroll:
– Det ingick i mitt jobb/.../att veta vad som skedde runtomkring och att förstärka det som pågick.

### Fortsättningen
Senare fortsatte Riksutställningar på den inslagna vägen, och den uppsökande verksamheten, med en ”grävkampanj” 1985. Syftet var att sprida berättelser om arbetets historia och vad som dittills hade åstadkommits inom grävrörelsen. Projektet reste över Sverige som en tältturné och utställning som visade upp vad arbetet i landets studiecirklar hade resulterat i, på områdena järn, gruvor, glas, jordbruk och fiske. Grävutställningens form skapades av Anders Åberg, som formgav Riksutställningars uppmärksammade vandringsutställning Land du välsignade från 1973.

## Tema
Skogsbussen skulle vara en utställning som väckte debatt. Den skulle handla om arbete och skogsnäringen – ur ett historiskt perspektiv och hur det såg ut i slutet av 1970-talet. Exemplet var landskapet Värmland där utflyttningen och arbetslösheten inte bara var ett problem 1978. Trenden har fortsatt och förstärkts fram till 2010-talet.

Riksutställningars arkiv förklarar upplägget:
Skogsbussen är en rörlig uppsökande kulturenhet. Grundläggande är den regionala förankringen – Värmland i allmänhet, skogsbygd i synnerhet. Den gemensamma nämnaren för Skogsbussprojektet är således skogen: som livsmiljö, arbetsplats, råvara och bas för ett helt landskaps historia, samtid och framtid. Framtiden? En av de frågor som bussen har med sig på färden är: Finns Värmland var som en levande provins en generation framåt i tiden?
Poeten Bengt Berg säger det på sitt vis i sin Kampvisa från norra Värmland:
Vi har en kamp att kämpa, mot bolag och för folk
En kamp där vi, du och jag, kan slåss i samma lag
Där förr fanns småbruk, älv och skog, finns nu snart ingenting
För bolagsvinsta ska va’ stor, långt större än du nånsin tror
Vi har en kamp att kämpa, mot bolag och för folk
Ni tog vår fors, ni tog vår skog – nu har vi fått nog
Att ”tiden” kräver sin tribut, det vet vi nu till slut
Vi slåss med viljans vassa kniv, för skog och mänskoliv
Vi har en kamp att kämpa, mot bolag och för folk
För vatten, luft, träd och djur – ja, hela vår natur
Vi slåss för att bestämma själv, över skogar, berg och älv
Det gäller oss och våra barn! Det gäller livets väv
i framtidens garn!!

## Produktion
Enligt Utställningsboken. Exempel på förnyelse av ett medium kom Bengt Berg med ett första utkast till utställning i oktober 1977. I maj året därpå fattade ansvariga på Riksutställningar ett beslut om att genomföra en vandringsutställning med turnébuss.
I juli 1978 startade produktionen av Skogsbussen. Själva bussen parkerades utanför en skola i Torsby med närhet till slöjdsalen som användes för bygget av bussens inredning och fasta visning – debattutställningen Djupa rötter. I slöjdsalen bygges också lösa utställningar som följde med på turnén.
Det togs också fram en skärmutställning med titeln Ack Värmeland... med fotografier, grafik och poesi av bland annat Bengt Berg.

### Skogsbussensproduktionsteam

#### Idé
- Margareta Ekarv.

#### Projektledning
- Margareta Ekarv för Riksutställningar
- Stig Björklund för ABF Värmland
- Bengt Berg för Blandskog

#### Bussutställningens form (debattutställningenDjupa rötter)
- Anders Kadhammar

#### SkärmutställningenAck Värmeland...– foto
- Katherine Cuthbert
- Staffan Jofjell

#### Skärmutställningens dikter
- Bengt Berg
- Per Helge

#### StudielådanSkogskofferten:
- Björn Söderbäck
- Yvonne Rock

#### Grafikutställningen Arbetsbilder:
- Lars Lerin
- Dan Lekberg
- Kjell Sundberg[14][15][16]

#### AffischSkogsbussen
- Kerstin Jofjell[13]

#### Chaufför och alltiallo
Fotograf Staffan Jofjell fick anställning som chaufför, fotodokumenterare och ”vaktmästare” under turnén. Han hade just tagit busskort, upplyser material ur Riksutställningars arkiv.

## Turné
Skogsbussens färd genom Värmland skedde till ett soundtrack av musik och poesi, skriver Harriet Clayhills i Utställningsboken. Exempel på förnyelse av ett medium.
Poeterna Bengt Berg och Per Helge tillsammans med musikerna Bert Deivert och Stefan Kinell såg till att det blev flykt över programmen i de olika lokaler som gästades: ordenshus, Folkets hus, bygdegårdar, vårdhem och skolor. Det blev gamla och nya visor, folklåtar, kampsånger, allsång, under livlig medverkan av lokala krafter. Det lästes dikter och debatterades.
Bengt Berg om två kvällar i Stöllet 18 och 19 september 1978:
”Första kvällen. Omkring 50-60 personer kom till programmet, men den riktigt varma stämningen ville inte infinna sig. Publiken blandad och återhållsam./.../I skolan hade två flickor i 5:an gjort en fin barkborreutställning som utlånades till Skogsbussen efter många om och men. Andra kvällen blev mycket bättre vad stämning och tryck anbelangar. Publiken ungefär lika stor som föregående afton, fast många nya ansikten. Programmet på nästan två timmar: folk orkar lyssna mer än 20 minuter, fast motsatsen ibland görs gällande. Efter kaffet följde diskussion med livligt (bandat) deltagande. Två ortsbor berättade till att börja med: Erland Spaberg om skogsservitut och livet i skogen, sedan Istwan från Nystugan-kollektivet om alternativproduktion och de svårigheter detta kan medföra från Företagarföreningens med fleras håll. En lyckad kväll tyckte vi alla. Koncentrerad och allvarlig utan att det blev stelt och statiskt.”

### Extramaterial
Vandringsutställningen Skogsbussen kompletterades med kringaktiviteter, bland annat ”Kabaré Skogsbrynet” med sång, musik och diktläsning. Det anordnades debatter och diskussioner liksom grafik-, dikt- och bildutställningar. För barnen fanns den så kallade ”Skogskofferten” och på vissa platser spelades revyn ”Vid alla älghorn”.
Entrén till Skogsbussen var gratis.

### Turlista
- Torsby, Prostgårdslagårn 10/9-11/9
- Östmark, Hemvärnsgården 12/9
- Sysslebäck, kommunalhuset 14/9-15/9
- Stöllet, Klarälvdalens folkhögskola 18/9-19/9
- Sunnemo, Folkets hus 20/9
- Hagfors, Fasaden 21/9-23/9
- Munkfors, Folkets hus 25/9-26/9
- Rottneros, Folkets hus 28/9
- Gräsmark, Kommunalhuset 29/9
- Eda, Folkets hus 3/10-4/10
- Glava, Vissle ordenshus 5/10-6/10
- Lennartsfors, F. H. Strömsborg 9/10-10/10
- Sillerud, Tjolitta bygdegård 11/10-12/10[20]

## Reaktioner
Arvika Nyheter:
Just nu rullar Skogsbussen fram i de västvärmländska skogsbygderna. Det är en stor, grant grönmålad, buss fullastad med kultur för glesbygdens allt färre invånare./.../– Vi går förbi de större orterna och visar upp vårt material i den verkliga glesbygden, berättar Bengt Berg, författare, och en av medarbetarna i projektet./.../– De stora skogsbolagens chefer finns mycket väl dokumenterade och bevarade för eftervärlden, fortsätter Bengt Berg. Däremot har den ”lille” mannen i skogen, skogsarbetaren glömts bort, Vi vill nu få fram och berätta om skogsarbetarnas betydelse./.../
Värmlands Folkblad:
Nu har skogsbussen rullat färdigt. I en månad har den turnerat i Värmland. Riksutställningar, ABF Värmland och kulturarbetargruppen Blandskog har deltagit i det här arrangemanget./.../Till Tjolitta i Sillerud samlades en stor publik som fick lyssna till musikunderhållning av Blandskogs medlemmar, varvat med uppläsningar av poeterna Per Helge och Bengt Berg. I ord och ton presenterades glesbygdsbornas problem. I visan om den utslitne 50-årige skogsarbetaren Andersson kunde säkert mången glesbygdsbo känna igen sig. Blandskog verkar ha träffat den rätta tonen och visar hur den folkliga kulturen kan leva vidare utan att stelna i tradition. Den visar att det finns en alternativ folklig kultur som varken är buskis eller spekulation.
Leif-Ove Nilsson, ABF Norra Värmland, sammanfattar intrycken:
Projektet med Skogsbussen har varit en positiv upplevelse för oss ute i glesbygden. Intresset var över förväntan på de orter bussen drog fram. Som exempel kan nämnas Sysslebäck med två dagar som hade 70 respektive 58 deltagare på kvällsprogrammen. För själva bussen visades ett mycket stort intresse från skolorna som kom på besök. Arbetsplatserna däremot lyckades vi inte nå ut till. Skogskofferten som var för barnen blev mycket efterfrågad från förskolorna./.../Hur man skall förklara Hagforsbornas attityd till projektet vet vi inte. Kanske järnet och stålet upptar tankarna så att skogen upplevs ointressant.

## Ekonomi
- Produktionsbudget: 70 000 kronor.
- Distributionsbudget: 33 000 kronor.[24]

### Berättelser från norra Värmland
- A som i Andra delar av Värmland. https://web.archive.org/web/20100820172658/http://www.vf.se/nyheter/allman/som-i-andra-delar-av-varmland
- Ä som i Änden av Värmland. https://archive.is/20160410164404/http://www.vf.se/node/45947
- Du billiga, stackars skogliga semester. http://www.vf.se/nyheter/hagfors/du-billiga-stackars-skogliga-semester
- Ondska, antikrist och Satanskyrka runt knuten. http://www.vf.se/nyheter/hagfors/ondska-antikrist-och-satanskyrka-runt-knuten